# Gheorghe Șandor
Gheorghe Șandor (n. 1895, Voivozi – d. 1969, Voinești) a fost un delegat în Marea Adunare Națională de la Alba Iulia, organismul legislativ reprezentativ al „tuturor românilor din Transilvania, Banat și Țara Ungurească”, cel care a adoptat hotărârea privind Unirea Transilvaniei cu România, la 1 decembrie 1918.

## Biografie
Gheorghe Șandor, s-a născut în comuna Voivozi județul Bihor, în 1895. A fost agricultor și factor poștal. A decedat la Voinești în 1969.

## Activitatea politică
Ca delegat al Cercului Săcuieni, Gheorghe Șandor a participat la Marea Adunarea Națională de la Alba Iulia din 1918.